# Ceilometer

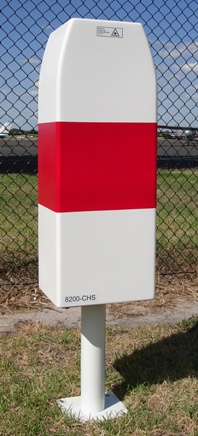
Ceilometer som utnyttjar laser.

Ceilometer är ett instrument som mäter höjden till molnbasen. Mätningen sker med hjälp av laser eller annan ljuskälla, och samtidigt kan aerosolkoncentrationen i atmosfären mätas. En ceilometer som använder laserljus är en typ av atmosfäriskt lidarinstrument (light detection and ranging).

## Optisk trumceilometer
En optisk trumceilometer använder triangulering för att bestämma höjden på en ljuspunkt som projiceras på molnets botten. Den består huvudsakligen av en roterande projektor, en detektor och en inspelare. Projektorn avger en intensiv ljusstråle upp mot himlen i en vinkel som varierar med rotationen. Detektorn, som är placerad på ett fast avstånd från projektorn, använder en vertikalt riktad fotodetektor. När den upptäcker den projicerade ljusreturen från molnbasen noterar instrumentet vinkeln och en beräkning ger molnens höjd.

## Laserceilometer
En laserceilometer består av en vertikalt pekande laser och en mottagare på samma plats. En laserpuls med en varaktighet i storleksordningen nanosekunder skickas genom atmosfären. När strålen färdas genom atmosfären sprids små fraktioner av ljuset av aerosoler. I allmänhet är storleken på partiklarna ifråga lika stora som laserns våglängd. Denna situation leder till en Mie-spridning. En liten del av detta spridda ljus riktas tillbaka till lidarmottagaren. Tidpunkten för den mottagna signalen kan omvandlas till ett rumsligt intervall, z, med hjälp av ljusets hastighet. Det är
{\displaystyle distance={\frac {c\delta t}{2}}}
där c är ljushastigheten i luften.
På detta sätt resulterar varje puls av laserljus i en vertikal profil av aerosolkoncentration i atmosfären. I allmänhet kommer många enskilda profiler att i genomsnitt beräknas tillsammans för att öka signal-brusförhållandet och genomsnittliga profiler rapporteras på en tidsskala på sekunder. Närvaron av moln eller vattendroppar leder till en mycket stark retursignal jämfört med bakgrundsnivån, vilket gör att molnhöjder lätt kan bestämmas.
Eftersom instrumentet kommer att notera alla returer är det möjligt att även lokalisera alla svaga lager där de finns, förutom molnets bas, genom att titta på hela mönstret av returnerad energi. Dessutom kan hastigheten med vilken diffusion sker noteras av den minskande delen som återförs till ceilometern i klar luft, vilket ger ljussignalens avklingningskoefficient. Med hjälp av dessa data kan man ge vertikal sikt och möjlig koncentration av luftföroreningar. Detta har utvecklats inom forskningen och kan tillämpas i operativt syfte.
I Nya Zeeland driver MetService ett nätverk av laserceilometrar för molnbasmätningar på kommersiella flygplatser. Dessa sensorer används också för att kartlägga vulkaniska askmoln för att möjliggöra för kommersiell flygtrafik att undvika skador orsakade av aska. Rörelsen av vulkanisk aska har också spårats från områden som Island.
Undersökning av ceilometrarnas beteende under olika molntäckeförhållanden har lett till förbättring av algoritmer för att undvika falska avläsningar. Mätnoggrannheten kan påverkas av det begränsade vertikala intervallet och den areala omfattningen av en ceilometers observationsområde.

## Risker
Ceilometrar som använder synligt ljus kan ibland vara dödliga för fåglar, eftersom djuren blir desorienterade av ljusstrålarna och drabbas av utmattning och kollisioner med andra fåglar och strukturer. I den värsta registrerade ceilometer-icke-laserljusstråleincidenten dog cirka 50 000 fåglar av 53 olika arter vid Warner Robins Air Force Base i USA under en natt 1954.
Laserceilometrar använder osynliga laserstrålar för att observera molnbasen. Att använda optiska instrument som kikare nära ceilometrar rekommenderas inte, eftersom linser i instrument kan koncentrera strålen och skada ögonen.